# John Paschal
John Paschal OCarm († 11. Oktober 1361) war ein englischer Ordensgeistlicher. Ab 1347 war er Bischof der walisischen Diözese Llandaff. Er war einer von zwei Karmelitergeistlichen, die unter König Eduard III. zu Bischöfen erhoben wurden.

## Herkunft und Aufstieg zum Bischof
John Paschal stammte aus Suffolk. Er trat als Ordensbruder in das Karmeliterpriorat von Ipswich ein. Der Orden sandte ihn zum Studium nach Cambridge, wo er sein Studium als Doktor der Theologie abgeschlossen haben soll. Anschließend kehrte er nach Ipswich zurück. Auf den gebildeten Geistlichen wurde William Bateman aufmerksam, der 1343 Bischof von Norwich wurde. Bateman erreichte, dass Papst Clemens VI. Paschal erst zum Titularbischof von Scutari und dann am 20. Februar 1344 zum Bischof der südostwalisischen Diözese Llandaff ernannte, obwohl der bisherige Bischof John Eaglescliff noch lebte. In England diente Paschal zunächst als Suffraganbischof von Bischof Bateman. Als Eaglescliff 1347 starb, war Paschal in Avignon, wo ihn der Papst zum Bischof weihte. In Llandaff hatte allerdings das Kathedralkapitel mit Zustimmung von Edward, dem Prince of Wales, den Archidiakon John Coventry zum Bischof gewählt. Clemens VI. erklärte diese Wahl aber für ungültig und bestätigte am 3. Juni die Ernennung von Paschal.

## Tätigkeit als Bischof
Nach seiner Ernennung zum Bischof kehrte Paschal nach England zurück, übernahm aber nicht sofort die Verwaltung seiner Diözese. 1348 wurde er beauftragt, die Kirche von Cliffe-at-Hoo und andere Kirchen des Erzbistums Canterbury zu weihen. Über seine Tätigkeit in Llandaff ist nur wenig bekannt. 1354 erließ er eine Anordnung, wie schwere Verstöße von Laien zu behandeln seien, die Ländereien von Geistlichen gepachtet hatten, aber ihre Pacht nicht zahlten. Er wurde in der Kathedrale von Llandaff beigesetzt. Eine von einem Karmeliten verfasste Predigtsammlung, die sich in der British Library befindet, wird ihm zugeschrieben. Weitere Schriften von ihm sind nicht erhalten.